# Gobierno provisional de la República de China (1912)
El Gobierno provisional de la República de China (中華民國臨時政府T, Zhōnghuá Mínguó Línshí ZhèngfǔP) fue un gobierno provisional establecido durante la Revolución Xinhai por los revolucionarios en 1912. Tras el éxito del Levantamiento de Wuchang, los representantes de la asamblea provincial revolucionaria realizaron una conferencia en el distrito de Wuchang, China, que enmarcó el esquema organizativo del Gobierno Provisional.

## Planificación
En noviembre de 1911, el grupo revolucionario del distrito Wuchang de Wuhan, China, dirigido por Li Yuanhong, se reunió con el grupo revolucionario de Shanghái dirigido por Chen Qimei y Cheng Dequan (程德全) para preparar el establecimiento de un nuevo gobierno central. Los distritos de Wuhan se unificarían en 1927. El grupo de Wuchang quería establecer un gobierno en Wuchang, mientras que el grupo de Shanghái quería un gobierno en Shanghái. Para el 20 de noviembre, los dos grupos se comprometieron y reconocieron a Hubei como el gobierno central y propusieron que todos fueran a Wuchang. Para el 28 de noviembre, Hankou y Hanyang habían retrocedido ante los Qing, por lo que, por seguridad, los revolucionarios convocaron su primera conferencia en la concesión británica en Hankou el 30 de noviembre Tan Renfeng (譚人鳳) fue el presidente de la sesión. Participaron 23 representantes de las 11 provincias. Los representantes decidieron enmarcar el esquema organizativo del Gobierno Provisional y eligieron a Lei Fen (雷奮), Ma Junwu y Wang Zhengting (王正廷) para preparar el borrador.
Debido a que el 2 de diciembre las fuerzas revolucionarias pudieron capturar Nanking en el levantamiento, los revolucionarios decidieron convertirla en la sede del nuevo gobierno provisional. La conferencia aprobó el esquema al día siguiente, que constaba de tres capítulos y veintiuna cláusulas. También confirmó que el nuevo gobierno sería una república. Se anunció que los representantes provinciales se reunirían en Nanking en siete días para elegir un gobierno provisional.

## Selección del presidente

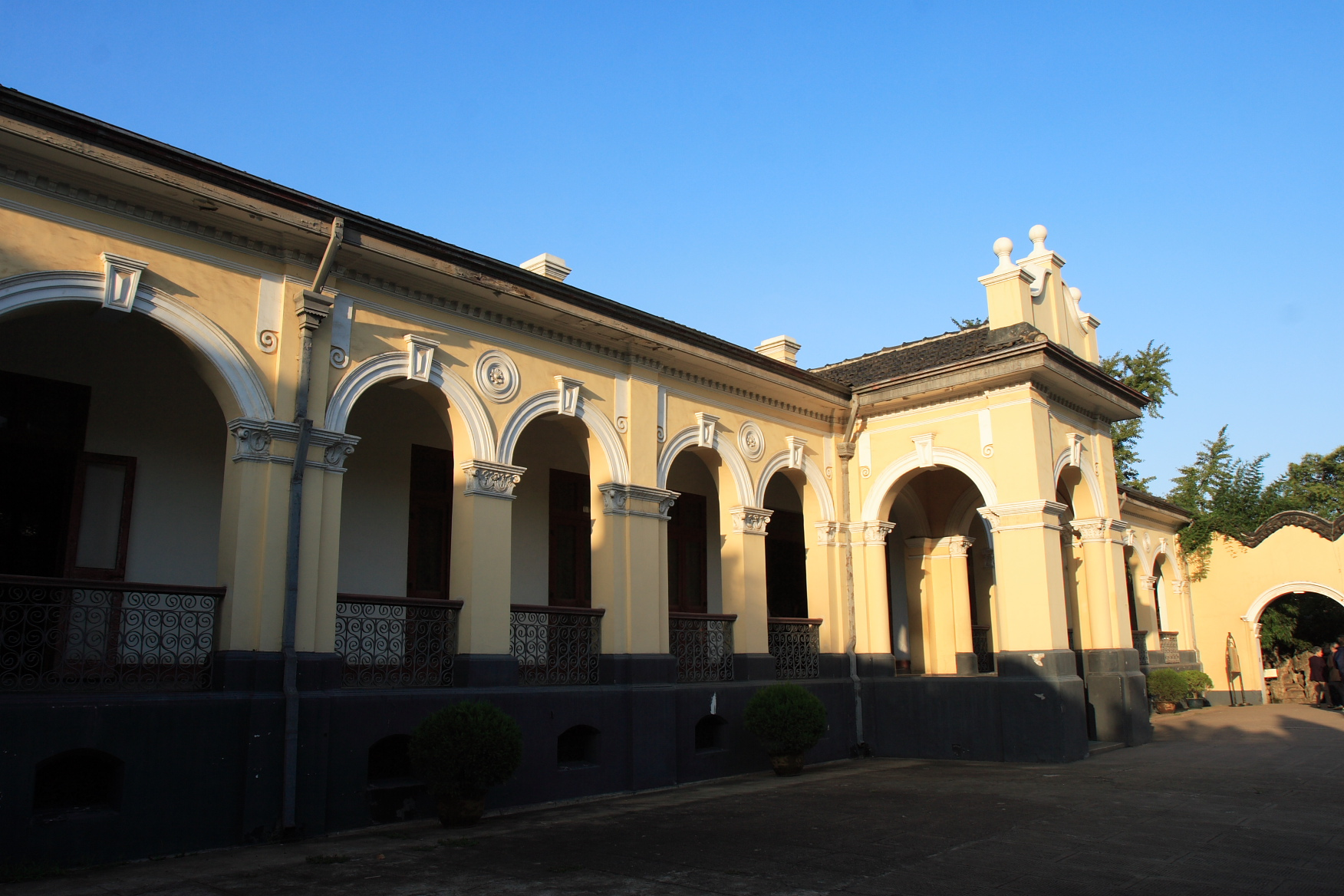
Oficina de Sun Yat-sen en el Palacio Presidencial, Nankín

En lugar de asistir a la asamblea de Nanking, Song Jiaoren y Chen Qimei reunieron a los representantes provinciales en Shanghai y celebraron una asamblea el 4 de diciembre. El 25 de diciembre, Sun Yat-sen, acompañado por el general Homer Lea, su asesor exterior más cercano, regresó a Shanghái. El 29 de diciembre se celebraron las elecciones presidenciales en Nanking. Según el primer artículo del "Esquema de la organización del gobierno provisional", el presidente provisional sería elegido por representantes de las provincias de China; resultaría elegido el candidato que obtuviera más de 2/3 de los votos. Cada provincia tenía derecho a un solo voto. En esta elección participaron 45 representantes de diecisiete provincias y Sun Yat-sen recibió 16 votos válidos de 17.

## Establecimiento de gobierno

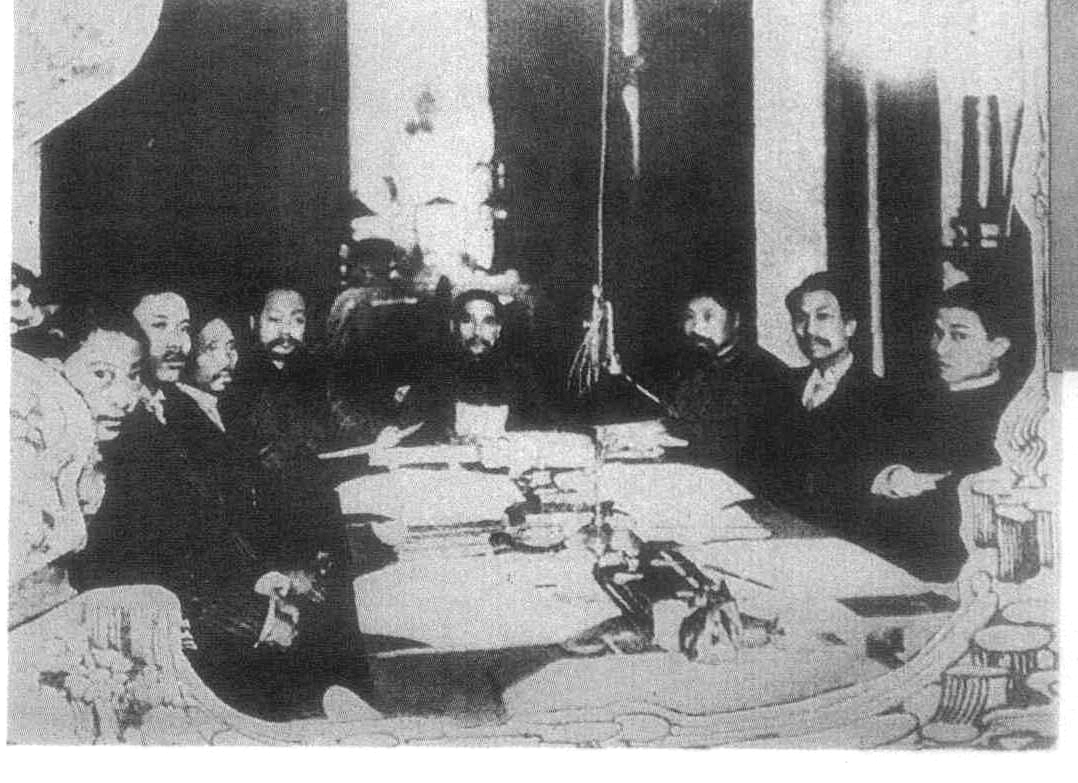
Una conferencia de gabinetes en el Gobierno provisional de Nankín.

El 1 de enero de 1912, Sun Yat-sen anunció el establecimiento de la República de China en Nankín y fue investido presidente provisional de la República. El general Li Yuanhong fue nombrado vicepresidente provisional. Bajo el gobierno provisional, había diez ministerios:
- Huang Xing fue nombrado Ministro del Ejército y Jefe de Estado Mayor.
- Huang Zhongying como Ministro de Marina
- Wang Chonghui como Ministro de Relaciones Exteriores
- Wu Tingfang como Ministro del Poder Judicial
- Chen Jingtao como Ministro de Finanzas
- Cheng Dequan como Ministro del Interior
- Cai Yuanpei como Ministro de Educación
- Zhang Jian como Ministro de Comercio
- Tang Soqian como Ministro de Comunicaciones.

Hubo nombramientos adicionales, como Hu Hanmin como secretario del presidente, Song Jiaoren como director general de elaboración de leyes y Huang Fusheng como director general de imprenta. El presidente del Senado Provisional fue Lin Sen.

## Transición del norte

### Incidente de la puerta de Dong'anmen
Los revolucionarios intentaban atraer a Yuan Shikai hacia el sur. Al convertir a Yuan en presidente del gobierno provisional con sede en el sur de Nanking, tendría que renunciar a su base de poder militar en el norte. En febrero de 1912, las tropas saqueaban tiendas y robaban en ricas zonas comerciales. Luego quemaron la puerta de Dong'anmen (東安門) en el muro que rodeaba la Ciudad Imperial. Miles de personas fueron asesinadas. Este motín en realidad fue ordenado por Yuan y Cao Kun. Yuan intimidó a los revolucionarios y les dejó claro que el nuevo gobierno tendría que ir a por él a Pekín, no iba al sur. Esta fue una excusa para trasladar la capital de la nueva república de Nanking a Pekín.

### Fin del gobierno provisional

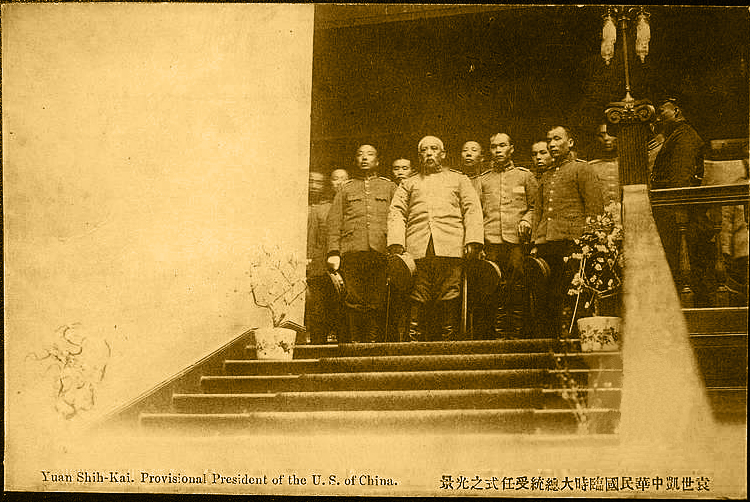
El presidente provisional Yuan Shikai.

Yuan Shikai, el primer ministro del gobierno Qing, negoció con los revolucionarios a cambio del puesto de presidente. Evitando una guerra civil, los revolucionarios aceptaron el plan de Yuan de una China unificada bajo el gobierno de Yuan. El 8 de marzo de 1912, el Senado Provisional aprobó la Constitución provisional para limitar el poder de Yuan en el futuro. El 10 de marzo, el Senado eligió a Yuan como segundo presidente provisional de la República. El poder del gobierno de Nankín y el Senado provisional, por lo tanto, pasó al gobierno de Beiyang en Pekín, lo que significó la disolución del Gobierno provisional. La transición hacia el norte en los próximos años sería un desafío con facciones, señores de la guerra, movimientos constitucionales y muchas otras cuestiones.